# Inger Exner

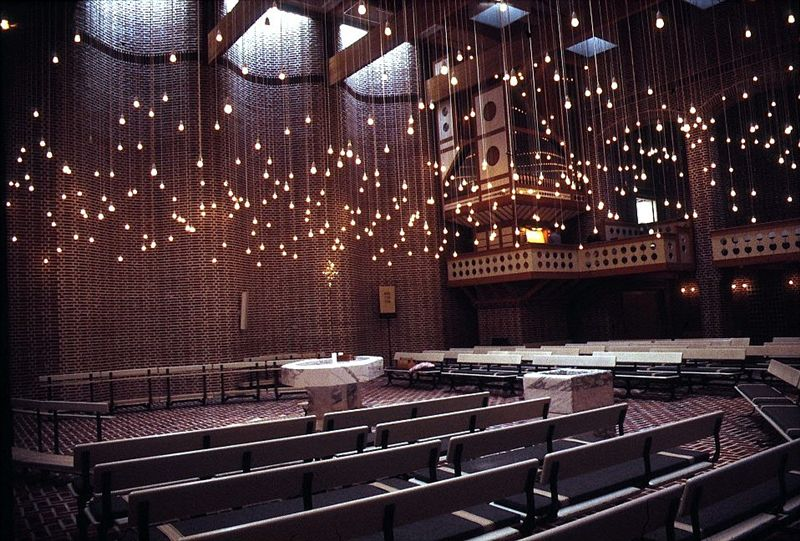
Inger y Johannes Exner, Iglesia de Saedden, 1978

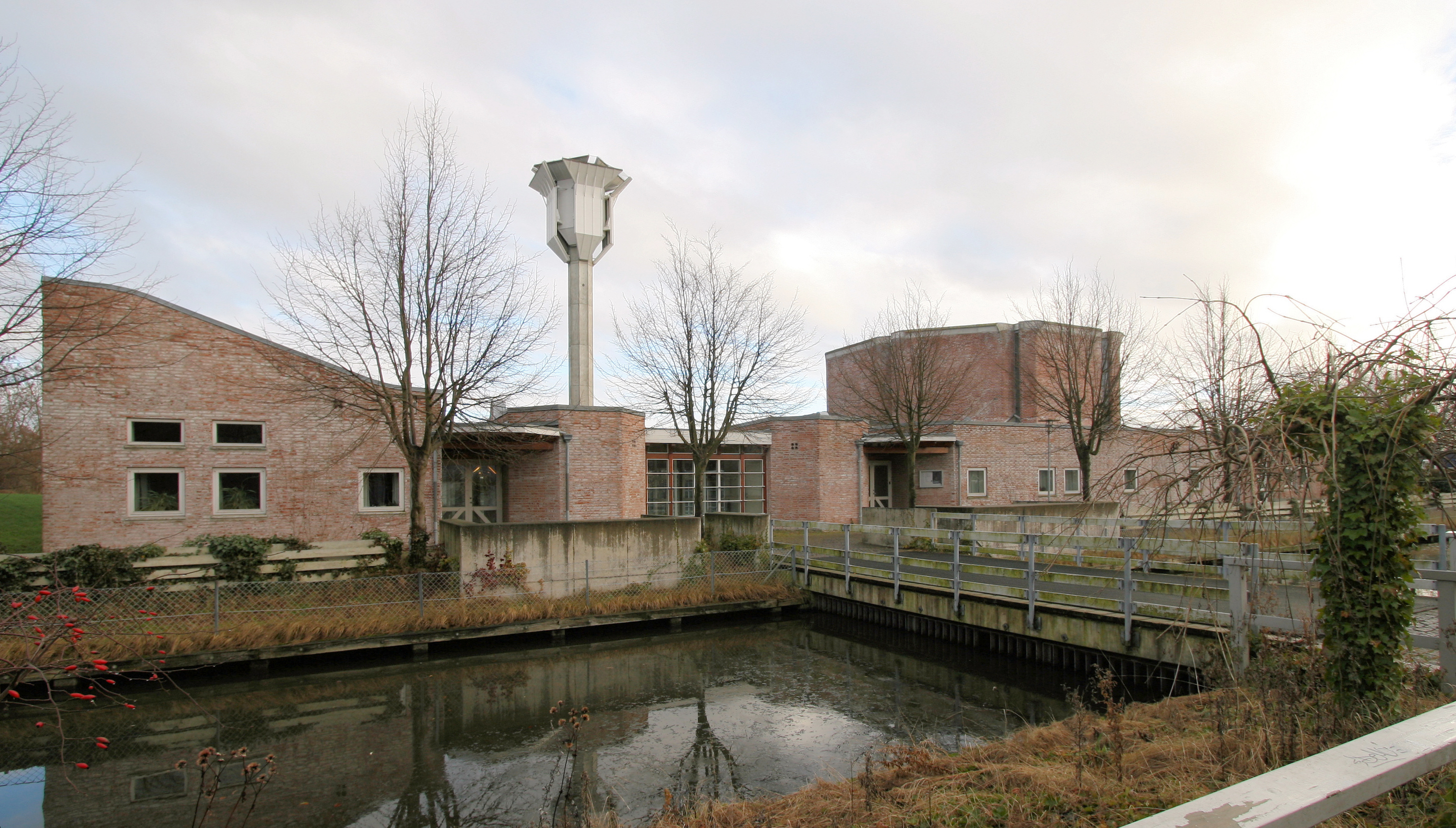
Inger y Johanes Exner, Iglesia la Resurrección, Albertslund, 1984

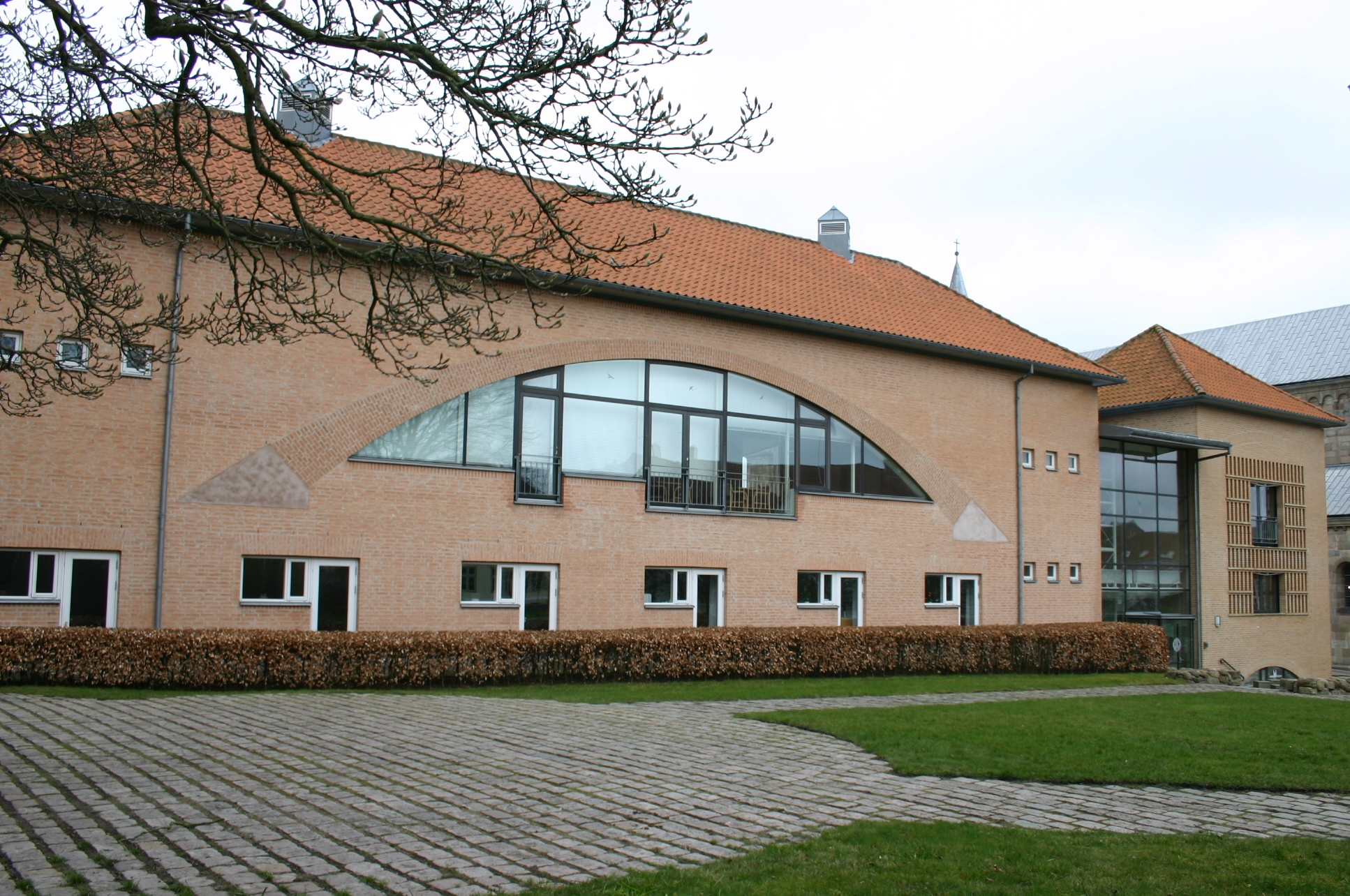
Inger y Johannes Exner, Casa parroquial en la Catedral de Viborg, 1999

Inger Augusta Exner (Randers, Dinamarca, 20 de agosto de 1926) es una arquitecta que ha tenido una enorme influencia en la imagen de la nueva arquitectura religiosa danesa. Junto a su socio y esposo Johannes Exner han proyectado y construido durante medio siglo más de un centenar de iglesias y un gran número de centros comunitarios.

## Primeros años
Inger Exner se graduó como bachiller de la Escuela Estatal en su ciudad natal de Randers en 1945. En 1946 inició sus estudios en la Escuela de Arquitectura de Copenhague donde se tituló en 1954. Paralelamente a su formación en la universidad trabajó desde 1951 hasta 1953 en la oficina de Acton Bjorn y Sigvard Bernadotte desarrollando tareas de diseño industrial.

## Trayectoria
En 1952 se casó con su compañero de estudios Johannes Exner. Una vez titulados trabajaron como socios junto a Mogens Koch, reconocido arquitecto experto en restauración de iglesias. En 1958 abrieron su oficina propia en la ciudad de Aarhus. El estudio Exner fue pronto conocido por el diseño y construcción de una amplia gama de edificios importantes en todo el país, como el Museo Koldinghus, la Iglesia Islev o la Iglesia Sædden. El desarrollo de la arquitectura eclesiástica tanto de restauración como de obra nueva fue el principal programa a lo largo de toda su carrera.
A raíz de su primer encargo en 1961 para la nueva iglesia Sct. Clemens en Randers, diseñada conjuntamente con el arquitecto Knud Erik Larsen, la demanda de nuevos proyectos por parte de los consejos parroquiales a lo largo y ancho de todo el país no se detuvo. Con una idea proyectual basada en la congregación de personas en torno a un altar y no a sus pies, destacan la Iglesia Præstebro en Herlev (1966-69), Nørreland en Holstebro (1967-69), Islev en Copenhague (1968-69), Gug en Aalborg (1973) o la iglesia Sædden en Esbjerg (1978) entre muchas otras.
La rehabilitación fue para el Estudio Exner un eje clave en el desarrollo de un método de actuación y una filosofía propia, basada en el concepto de que la arquitectura es un proceso abierto, que se transforma con el tiempo y que el desgaste, como proceso natural, sólo la vuelve mejor. Su trabajo de restauración incluyó obras de gran valor histórico y patrimonial como la Copenhagen’s Rundetårn (1981-85) o la Iglesia Trinity (1981-83). En el año 2001 fueron completados los trabajos de restauración y ampliación del ala oeste del monasterio Ter Apel en Groningen en los Países Bajos. Una de las más destacadas fue la reconstrucción de Koldinghus, un castillo medieval restaurado como museo cuyas obras se iniciaron en 1972 y se extendieron durante veinte años. En 1993 fue galardonado con el Premio Europa Nostra.
Exner ha demostrado su talento arquitectónico en programas para equipamientos sociales como guarderías, centros y escuelas juveniles, pero también en aquellos más tradicionales como casas unifamiliares o casas de campo. Su casa propia en Skodsborg construida en 1963 es considerada una referencia de la vivienda danesa ya que supuso una ruptura en términos de uso de materiales y detalles arquitectónicos con la casa unifamiliar tradicional que caracterizaba la década de los sesenta.
Una de las características principales de su obra fue que cada proyecto era entendido y concebido como único, de ahí que para un mismo programa se desvelan formas y materiales muy diversos. Su arquitectura también fue una arquitectura de contrastes, entre exteriores a veces hostiles, materiales crudos y toscos, texturas gruesas o fachadas ciegas, con espacios interiores a la vez cargados de poesía, patios acogedores, juegos de luz y materiales o interiores llenos de detalles. Una arquitectura audaz casi de rebelión, que combinó de manera única el arraigo en lo tradicional con la modernidad (propia de su formación) anclada en los aspectos funcionales y con un marcado perfil social.
La restauración sustentada por una filosofía y estrategias concretas de acción sobre el patrimonio cultural e histórico, ha sido parte fundamental de su obra. Su arquitectura se caracteriza por un fino sentido del uso de la luz, que junto al selecto tratamiento de los materiales de construcción dotan al espacio interior de un alto contenido poético.
En 1999 su oficina de arquitectura continuó bajo la dirección de dos de sus hijas, Anne Mette Exner y Karen Exner, con Finn Larsen como asociado. Al día de hoy la estructura organizativa se ha modificado pero mantiene su filosofía de trabajo.

## Reconocimientos
A diferencia de otros casos en la historia de las premiaciones de arquitectura en los que los equipos de trabajo parecen no ser reconocidos, Inger y Johannes Exner han sido galardonados en numerosas ocasiones por su trabajo conjunto. En 1983 se les concedió la medalla Eckersberg, un premio anual de la Real Academia Danesa de Bellas Artes, y en 1991 el Nykredit Architecture Prize, premio a la mejor arquitectura danesa otorgado anualmente a una persona o grupo de personas quienes a través de su trabajo hacen una aporte significativo a la industria de la construcción ya sea mediante la arquitectura o la planificación. Asimismo en 1992 obtienen la CF Hansen Medaille otorgado también por la Real Academia Danesa de Bellas Artes a contribuciones destacadas en el campo de la arquitectura. Esta última es la más alta distinción para arquitectos y arquitectas en Dinamarca. Ambos son desde 1992 miembros honorarios del American Institute of Architects (Hon. FAIA).
En 2012 se editó la obra completa de Inger y Johannes Exner, escrita por Thomas Bo Jensen, una profusa investigación que recoge además la experiencia desde el relato de un equipo con más de medio siglo de ininterrumpida actividad.